# Roussillon (Isère)
Roussillon ist eine französische Gemeinde mit 8.584 Einwohnern (Stand 1. Januar 2022) im Département Isère in der Region Auvergne-Rhône-Alpes; sie gehört zum Arrondissement Vienne und zum Kanton Roussillon.

## Geografie
Roussillon liegt auf halber Strecke zwischen Lyon und Valence einige Kilometer von der Rhone entfernt.

## Bevölkerungsentwicklung
| Jahr      | 1962 | 1968 | 1975 | 1982 | 1990 | 1999 | 2006 | 2018 |
| --------- | ---- | ---- | ---- | ---- | ---- | ---- | ---- | ---- |
| Einwohner | 6588 | 7339 | 7551 | 7173 | 7365 | 7437 | 7806 | 8453 |

Quellen: Cassini und INSEE

## Sehenswürdigkeiten

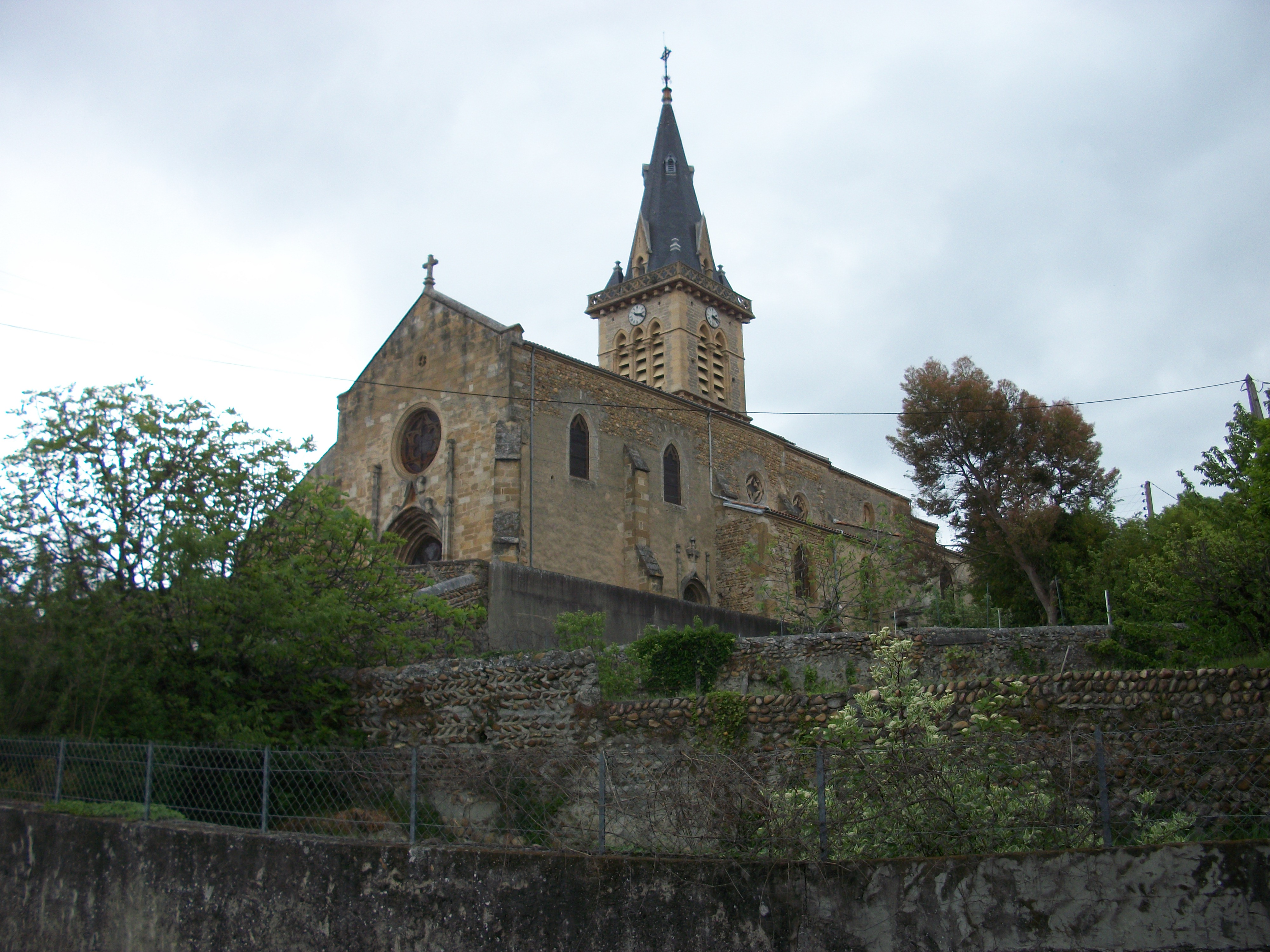
Kirche Saint-Jacques

Das Renaissanceschloss Roussillon (16. Jahrhundert, Monument historique) wurde im Auftrag des Kardinals François II. de Tournon gebaut und wird heute als Rathaus genutzt. Hier unterzeichnete König Karl IX. 1564 das Edikt von Roussillon.

## Wirtschaft
In Roussillon befindet sich ein Zweigwerk des Freiburger Unternehmens Rhodia Acetow.

## Persönlichkeiten
- Denis Lathoud (1966–2025), Handballspieler, 1995 Weltmeister
- Carl Medjani (* 1985), Fußballspieler